# 文化財の不法な輸入、輸出及び所有権移転を禁止し及び防止する手段に関する条約
文化財の不法な輸入、輸出及び所有権移転を禁止し及び防止する手段に関する条約（ぶんかざいのふほうなゆにゅう、ゆしゅつおよびしょゆうけんいてんをきんしおよびぼうしするしゅだんにかんするじょうやく、英語: Convention on the Means of Prohibiting and Preventing the Illicit Import, Export and Transfer of Ownership of Cultural Property）は、文化財の不法な流入・流出を防ぐ目的の措置を定めた条約である。
通常、文化財不法輸出入等禁止条約と略され、ユネスコ条約とも呼ばれる。

## 背景
1901年のハーグ陸戦条約において文化財の略奪は禁止されていたが、これは不十分なものであり、第一次世界大戦、第二次世界大戦において歴史的建造物や都市の破壊、占領下においての文化財や芸術品の略奪が発生した。
これにより、改めて紛争時における文化財の破壊や略奪の禁止などが定められた国際条約であるハーグ条約が定められた。
これをうけユネスコは、平時における文化財保護を目的とし、1964年に文化財の不法移転を原産国の文化を貧困化させる原因として位置づけた「文化財の不法な輸出、輸入及び所有権移転の禁止及び防止する手段に関する勧告」を採択し、1970年には「文化財の不法な輸入、輸出及び所有権移転を禁止し及び防止する手段に関する条約」が採択されることとなった。
この条約により平時の不法取引による文化財保護、ハーグ条約において紛争時の文化財保護がなされるようになったが、
これらの条約は過去に行われた文化財移転への遡及効果を持たなかった。この為、1978年には国家間の文化財返還交渉を担当する「文化財の原産国への返還または不法な入手の場合における回復に関する政府間委員会」が設立されている。

## 沿革
日本国の当条約に対しての沿革を記述する。
- 1970年11月14日 ユネスコ第16回総会（パリ）で採択[4]
- 1972年4月24日 国際条約の発効[4]
- 2002年6月12日 日本国の国会で承認[5]。
- 2002年9月9日 日本国の条約受諾書寄託[5][6]。
- 2002年9月10日 日本国において公布及び告示（平成14年条約第14号及び外務省告示第384号）[5]。
- 2002年12月9日 日本国において効力の発生[5]。同日、国内実施法として文化財の不法な輸出入等の規制等に関する法律（平成十四年法律第八十一号）施行。

## 構成
この条約は全26条で構成される。本条約の第1条において文化財の定義を行い、その対象を明確に示している。第2条から17条では不法な文化財取引からの文化財の保護と国内機関の設置、国内法による刑事罰、行政罰の設置また、各締約国の国際的な義務と責任、協定事項及び技術援助について述べている。第18条以降は条約発効についての機械的な条項となる。

### 本条約で保護される文化財
第1条で規定される文化財とは以下の通りである。
- 動物学・植物学・鉱物学・解剖学において希少価値を有する収集品及び標本、古生物学上の価値のある物件
- 各国の歴史及び、著名人の生涯等に関連する重大なる物品
- 考古学上の発掘品
- 美術的、歴史的、考古学的な記念物及び遺跡
- 作成後、100年を超える銘文、貨幣、印鑑など
- 民族的、美術的価値のある物件
- 希少価値のある書物や手書きの文書
- 希少価値のある郵便切手、証券、記録等
- 作成後、100年を超える家具や楽器

### 条項
各条項の概略を以下に示す。 
- 第1条：文化財の定義
- 第2条：文化財の不法な輸出・輸入・所有権移転を禁止する措置を取ること
- 第3条：本条約に反する処置はすべて不法とみなすこと
- 第4条：正当な文化財の所有者の定義と正当な流出・流入の定義について
- 第5条：文化財の保護のための法律の制定や措置を行うこと
- 第6条：文化財移転には輸出国の許可証を必要とすることと許可証の無い移転を禁止すること
- 第7条：不法に輸出された文化財があれば所有国に通知すること　盗難された文化財の輸入を禁止すること　不法に輸入された文化財の返還要請があれば適切な処置を行うこと　返還に際しては関税等を課さないこと　返還についての費用は要請国の負担とすること
- 第8条：第6条・第7条に規定への違反には刑事罰または行政罰を科すこと
- 第9条：文化的遺産が盗取により危険にさらされた際の関係国への呼びかけと暫定措置
- 第10条：文化財の移動の監視抑制及びその管理と文化財保護についての教育努力
- 第11条：外国の国土侵入による強制的な文化財の移転は違法であること
- 第12条：自国内における文化的遺産の尊重及び、輸入輸出譲渡の禁止。
- 第13条：国内法にのっとっての輸入輸出譲渡の防止、国内機関における文化財返却、返還要請の受理。また、文化財回復においては時効が適用されないこと
- 第14条：文化財保護に関する国内機関への予算割り当てと、基金の設置
- 第15条：本条約が他の返還協定を妨げないこと
- 第16条：定期報告において、措置の報告と通報
- 第17条：ユネスコへの技術援助要請について

## 締約国
- 2017年現在、132の国家と地域が条約を締結しており、それぞれ受諾39、批准83、通達の承継10となっている[6]。

## 政府間委員会 (ICPRCP)
1970年、「文化財不法輸出入等禁止条約」が採択されたが、これは条約加盟国が批准する以前の行為には遡及せず、批准後に行われた不法取引にのみ適用されるものであった。1970年代にアフリカ、アジア諸国において旧植民地の独立が相次ぐと、旧植民地と旧宗主国間で行われた文化財の移転等についての懸案が持ち上がるようになった。これを受け、ユネスコでは1973年に旧宗主国へと流出した文化財の返還に関する決議案が採択された。
1978年、ユネスコは「文化財の原産国への返還または不法な入手の場合における回復に関する政府間委員会」（英語: Intergovernmental Committee for Promoting the Return of Cultural Property to its Countries of Origin or its Restitution in Case of Illicit Appropriation、ICPRCP）を設立した。このICPRCPを通しての返還交渉は19世紀にイギリスの外交官がギリシアより持ち出した大英博物館所蔵のパンテオン・マーブルの懸案においてよく知られている。